# Municipio de Hagali
El municipio de Hagali (en inglés: Hagali Township) es un municipio ubicado en el condado de Beltrami en el estado estadounidense de Minnesota. En el año 2010 tenía una población de 372 habitantes y una densidad poblacional de 3,94 personas por km².

## Geografía
El municipio de Hagali se encuentra ubicado en las coordenadas 47°44′11″N 94°45′4″O / 47.73639, -94.75111. Según la Oficina del Censo de los Estados Unidos, el municipio tiene una superficie total de 94.5 km², de la cual 86,14 km² corresponden a tierra firme y (8,84 %) 8,35 km² es agua.

## Demografía
Según el censo de 2010, había 372 personas residiendo en el municipio de Hagali. La densidad de población era de 3,94 hab./km². De los 372 habitantes, el municipio de Hagali estaba compuesto por el 96,77 % blancos, el 1,88 % eran asiáticos, el 0,27 % eran de otras razas y el 1,08 % eran de una mezcla de razas. Del total de la población el 1,08 % eran hispanos o latinos de cualquier raza.